# بيت ضبرين (السدة)

تعديل مصدري - تعديل

بيت ضبرين محلة تابعة لقرية رباط العثماني، التابعة لعزلة بني العثمانيين بمديرية السدة إحدى مديريات محافظة إب في الجمهورية اليمنية.، بلغ تعداد سكانها 132 حسب تعداد اليمن لعام 2004.